# Guanči
Guanči, prastanovništvo Kanarskih otoka potpuno istrijebljeno od strane španjolskih osvajača. Govorili su jezikom guanči koji je najvjerojatnije pripadao berberskoj skupini jezika i imali svoje pismo koje je bilo neka vrsta hijeroglifa, a u 15. stoljeću bilo ih je oko 20 000. Uz drveno služili su se kamenim oruđem. Bavili su se poljoprivredom i stočarstvom. Pripadali su neolitičkoj kulturi s monarhijskim matrijarhalnim društvenim poretkom. Balzamirali su mrtve, te prinosili životinjske i ljudske žrtve. Odijevali su haljine od kozje kože ili tkane od biljnih vlakana zvanih tamarcos. Izrađivali su ukrase i ogrlice od drva, kosti i školjke. Proizvodili su grubu siromašno urešenu keramiku pečenjem zemlje ili gline.
Najvjerojatnije su doselili na Kanare tisuću godina pr. Kr. ili još ranije. Jedini su naseljavali Makaroneziju prije dolaska Europljana pošto nema nikakvih naznaka da su na Azorima, Madeiri, Zelenortskim otocima i otočju Salvages živjeli ikakvi domoroci. Domorodački termin guanchinet doslovno prevedeno znači čovjek s Tenerifea (guan=čovjek, chinet-Tenerife), ali su Španjolci naziv Guanchos uobičajili rabiti za domoroce cijelog otočja.
Kraljevi Tenerifea koji je bio podijeljen na devet malih kraljevstava prije španjolskog osvajanja bili su Acaimo, Adjona, Añaterve, Bencomo, Beneharo, Pelicar, Pelinor, Romen i Tegueste. Politički i društveni život više se ili manje razlikovao od otoka do otoka. Negdje je kao npr. na Gran Canarii vladalo nasljedno plemstvo, a negdje je birano. Na Gran Canarii samoubojstvo se smatralo časnim činom i prilikom inauguracije novog kralja jedan od podanika bi se sam bacio u provaliju. Na nekim otocima vladala je poliandrija, a na nekim monogamija. Uvrjeda ženi nanesena od strane naoružanog muškarca bila je kazneno djelo.
Vjerovali su u vrhovno biće zvano Achamán na Tenerifeu, Acoran na Gran Canarii, Eraoranhan na Hierrou te Abora na La Palmi. Žene na Hierrou obožavale su boginju Moneibu. Vjerovali su i u zle duhove, npr. na Tenerifeu u demona Guayotu koji živi na vrhu vulkana Teide koji se smatrao paklom pod imenom Echeyde. Prema njihovim vjerovanjima manji demoni utjelovljuju se u divlje crne vunaste pse zvane jucanchas ili tibicenas koji žive u dubini planinskih pećina i noću napadaju stoku i ljude.